# Tension (géologie)
Pour les articles homonymes, voir Tension.

Schéma des contraintes de tension

En géologie, le terme « tension » désigne une contrainte mécanique étirant les roches dans deux directions opposées. Ces roches deviennent plus longues dans le sens latéral et plus minces sur le plan vertical. Le jointoiement des roches est une conséquence importante des contraintes de traction. Toutefois, les contraintes de traction sont rares car la plupart des contraintes souterraines relèvent de la compression, en raison du poids des morts-terrains.

## Joint géologique
Les contraintes de traction dans les roches donnent naissance à des joints, également connus sous le nom de diaclases. Ces fractures se forment lorsque le mouvement nécessaire pour l'ouvrir est plus grand que le mouvement latéral en cours. Les joints apparaissent dans une direction perpendiculaire à la contrainte principale minimale, ce qui signifie qu'ils se forment perpendiculairement à la contrainte de traction. Les joints peuvent se former sous l'effet de diverses forces, notamment la pression des fluides et les contraintes induites par le pliage des roches. Ce phénomène se produit généralement au sommet des plis ou en raison de la pression exercée par les fluides, créant ainsi une contrainte de traction localisée qui entraîne la formation de joints. Une autre manière dont les joints se forment est due aux changements dans le poids des morts-terrains. Les roches, soumises à des températures et pressions élevées sous de nombreux sédiments, subissent une déformation. Avec l'érosion et la réduction de cette charge, les roches se dilatent et se fracturent, formant souvent des fissures. Ce relâchement de la compression permet aux roches de réagir à la tension en formant ces cassures, ou joints.[réf. nécessaire]

## Frontières divergentes
La tension géologique est également présente dans les régions tectoniques situées aux limites divergentes de plaque (en). Dans ces zones, une chambre magmatique se forme sous la croûte océanique, ce qui entraîne une expansion du fond marin et la création d'une nouvelle croûte océanique. Une partie de la force qui écarte les deux plaques est due à la force de poussée exercée par les dorsales (en) de la chambre magmatique. La tension, cependant, représente la plupart des tractions "dans des directions opposées" sur les plaques. À mesure que la croûte océanique qui se sépare se refroidit avec le temps, elle devient plus dense et s'enfonce de plus en plus loin de l'axe de la dorsale. Le refroidissement et l'affaissement de la croûte océanique provoquent une contrainte de traction qui contribue également à séparer les plaques au niveau de l'axe de la crête.[réf. nécessaire]